# Apple Thunderbolt Display
Apple Thunderbolt Display — 27-дюймовий плоскопанельний комп'ютерний монітор, розроблений компанією Apple Inc., що був у продажі з липня 2011 року по червень 2016 року. Початкова ціна становила 999 доларів США, як і у попередника — 27-дюймового Apple LED Cinema Display. Apple Thunderbolt Display перейшов від розʼємів Mini DisplayPort і USB до одного роз'єму Thunderbolt для передачі даних і DisplayPort. Thunderbolt Display також має розʼєми Gigabit Ethernet і FireWire 800. Комп'ютери Mac, випущені до 2011 року без Thunderbolt, Mac Pro 2012 року та Retina MacBook з одним USB-C несумісні із Thunderbolt Display без використання додаткових адаптерів.
Продажі Thunderbolt Display був припинені у червні 2016 року та замінений споживчим монітором LG UltraFine, розробленими спільно з LG та професійним монітором Apple Pro Display XDR, що був випущений у 2019 році. У 2022 році Apple Studio Display був випущений як перший споживчий дисплей під брендом Apple після припинення продажів Thunderbolt Display.

## Опис
Як і у його попередника — 27-дюймового LED Cinema Display, роздільна здатність становить 2560×1440 пікселів із співвідношенням сторін 16:9. Він виготовлений з алюмінію та скла, що робить його візуально подібним до сучасних моделей iMac і MacBook Pro. Дисплей має вбудовану HD-камеру FaceTime 720p (замінила камеру iSight у попередній моделі), мікрофон і стереодинамік із сабвуфером (2.1-канальний). Кабель Octopus із підтримкою Thunderbolt і MagSafe постійно прикріплений до задньої частини дисплея для передачі даних і заряджання MacBook відповідно. На задній панелі дисплея є розʼєм Thunderbolt, розʼєм FireWire 800, три розʼєми USB 2.0 і розʼєм Gigabit Ethernet.
Розʼєм Thunderbolt забезпечує можливість послідовного підключення дисплеїв Thunderbolt від підтримуваного Mac або підключення інших пристроїв, які мають порти Thunderbolt, наприклад зовнішніх жорстких дисків і пристроїв відеозапису. У липні 2012 року Apple почала комплектувати Thunderbolt Display адаптером із MagSafe на MagSafe 2.

### Припинення та наступники
23 червня 2016 року Apple оголосила, що припиняє випуск Thunderbolt Display і більше не буде виробляти автономні дисплеї, зазначивши: «Є низка чудових рішень від сторонніх розробників, доступних для користувачів Mac». Згодом Apple співпрацювала з LG над розробкою лінійки UltraFine з підтримкою Thunderbolt 3. До лінійки увійшли дисплеї 4K і 5K, які були єдиними дисплеями, які Apple продавала з 2016 по 2019 рік. У грудні 2019 року Apple випустила монітор Pro Display XDR, перший дисплей під брендом Apple після припинення випуску Thunderbolt Display. У березні 2022 року Apple випустила Apple Studio Display, перший споживчий дисплей під брендом Apple після припинення випуску Thunderbolt Display, який токож має вбудовані динаміки та вебкамеру.

## Зворотна та пряма сумісність
Thunderbolt Display втратив сумісність з усіма попередніми стандартами, включаючи VGA, DVI і DisplayPort. Він несумісний з комп'ютерами, які не мають порту Thunderbolt, включаючи Mac до 2011 року та переважну більшість настільних ПК. 12-дюймовий MacBook Retina та Mac Pro 2012 року не підтримують Thunderbolt.
Комп'ютери Mac, випущені після 2016 року з Thunderbolt 3 і новіші, які мають роз'єм USB-C, сумісні із Apple Thunderbolt Display за допомогою адаптера Apple Thunderbolt 3-to-2.

## Використання кількох дисплеїв

### MacBook Pro
- Macbook Pro (2011): 2 дисплеї — можна підключити два Apple Thunderbolt Display, щоб отримати два дисплеї, але РК-дисплей ноутбука може вимкнутися.[10][11]
- Macbook Pro (2012): 2+2 дисплеї — можна підключити два Apple Thunderbolt Display на додаток до одного HDMI-дисплея і власного дисплея MacBook Pro, загалом чотири дисплеї[12][13]
- MacBook Pro (Кінця 2016): Apple випустила адаптер із Thunderbolt 3 на Thunderbolt 2, який дозволяє підключати розʼєми Thunderbolt 3 у MacBook Pro (Кінця 2016 року) до пристроїв Thunderbolt 2.
- MacBook Pro (2017—2019): використовуючи 2 адаптери Thunderbolt 3 — Thunderbolt 2, можна підключити 4 дисплеї Thunderbolt на додаток до вбудованого дисплея Retina, тобто загалом 5 дисплеїв.

### MacBook Air
- MacBook Air (Середини 2011): 1+1 дисплеї — можна використовувати один Apple Thunderbolt Display на додаток до власного дисплея MacBook Air.[14][10]
- MacBook Air (Середини 2012 — Середини 2017): 2+1 дисплеї — можна підключити[en] два Apple Thunderbolt Display на додаток до власного дисплея MacBook Air.[9]
- MacBook Air (M1, 2020): 1+1 дисплеї — можна використовувати один Apple Thunderbolt Display (з адаптером Thunderbolt 3 — Thunderbolt 2) на додаток до власного дисплея MacBook Air. Подальші дисплеї повинні мати вихід віртуального дисплея, наприклад DisplayLink[en] або Apple Sidecar.[15]

### MacBook
- MacBook Retina (усі моделі [початку 2015, кінця 2016 та середини 2017]): неможливо підключити до Apple Thunderbolt Display, оскільки ноутбук не має порту Thunderbolt.[16]

### Mac Pro
- Mac Pro (Кінця 2013): 6 дисплеїв — може працювати з шістьма Apple Thunderbolt Display через шість портів Thunderbolt.[17]

### Mac mini
- Mac mini (Середини 2011): 1 дисплей, або 2 послідовно підключені дисплеї — версія AMD[18]
- Mac mini (Кінця 2012): 2 послідовно підключені дисплеї.[19]
- Mac mini (Кінця 2014): 2 дисплеї.[20]
- Mac mini (2018): 2 дисплеї із конвертером із TB3 на TB2.[21]
- Mac mini (2020): 1 дисплей із конвертером із TB3 на TB2.[22]

## Технічні характеристики
| Компонент                        | РК-дисплей зі світлодіодним підсвічуванням |
| Модель                           | Apple Thunderbolt Display (27 дюймів) |
| -------------------------------- | --- |
| Дата випуску                     | 20 липня 2011 |
| Припинено                        | 23 червня 2016 |
| Номер моделі                     | A1407 |
| Дисплей                          | LCD-дисплей із діагоналлю 27 дюймів (68,6 см), технологіями IPS і оксидних TFT, екран із глянцевим склом, роздільна здатність QHD (2560 × 1440), світлодіодне підсвічування по краях.                                                                             |
| Дисплей                          | Співвідношення сторін 16:9 (широкоекранний) |
| Щільність пікселів               | 109 пікселів на дюйм |
| Час відгуку                      | 12 мс |
| Максимальна частота оновлення    | 59,95 Гц |
| Кольори                          | 16 777 216 (8 bpc / 24 біта на піксель True Color) |
| Contrast ratio                   | 1 000∶1 |
| Максимальна яскравість           | 375 кд/м² |
| Кут огляду                       | 178° по горизонталі; 178° по вертикалі |
| Лінійна напруга                  | Розʼєм IEC 60320, від 100 до 240 В, від 50 до 60 Гц, однофазний струм (до 250 Вт під час заряджання MacBook Pro через кабель MagSafe, 2 Вт або менше в режимі енергозбереження)                                                                                   |
| Матеріал                         | Алюмінієвий корпус та скляна передня частина |
| Аудіовихід                       | 2.1-канальна акустична система (49 Вт) |
| Кабелі та можливості підключення | Кабелі - Одинарний кабель з двома роз'ємами - Thunderbolt - MagSafe (до 85 Вт) - Кабель живлення Можливості підключення - 3× розʼєми USB 2.0 із живленням - 1× розʼєм Thunderbolt із живленням - 1× розʼєм FireWire 800 із живленням - 1× розʼєм Gigabit Ethernet |
| Різне                            | - Слот для замка Kensington - Камера 720p FaceTime HD з мікрофоном |
| Розміри (В × Ш × Г, зі стійкою)  | 49,1 см × 65,3 см × 20,7 см |
| Вага                             | 10,7 кг |
| Системні вимоги                  | Mac OS X 10.6.8 або пізнішої версії, розʼєм Thunderbolt |